# Afrotrogon prążkowany
Afrotrogon prążkowany (Apaloderma vittatum) – gatunek średniej wielkości ptaka z rodziny trogonów (Trogonidae), zamieszkujący Afrykę Subsaharyjską. Nie jest zagrożony wyginięciem.

## Występowanie i biotop
Występuje w rozproszeniu w izolowanych populacjach na terenie Nigerii, Kamerunu, a także w Angoli oraz we wschodniej Afryce (spotykany w Kenii, Tanzanii, Ugandzie, wschodniej Demokratycznej Republice Konga, Malawi i Mozambiku). Zasiedla górskie tereny leśne. Spotykany w przedziale wysokości 900–3000 m n.p.m., zwykle powyżej 1600 m n.p.m.

## Taksonomia
Afrotrogon prążkowany bywał niekiedy wydzielany do monotypowego rodzaju Heterotrogon. Gatunek ten uznawany jest za monotypowy przez Międzynarodowy Komitet Ornitologiczny (IOC) oraz na liście ptaków świata opracowywanej we współpracy BirdLife International z autorami Handbook of the Birds of the World (9. wersja online: październik 2024). Niektórzy autorzy wyróżniają jednak aż 4 podgatunki Apaloderma vittatum:
- A. v. vittatum Shelley, 1882 – afrotrogon prążkowany[4] – centralna Kenia na południe przez północno-wschodnią Zambię po północno-zachodni Mozambik i Malawi, osobna populacja w południowo-zachodniej Angoli;
- A. v. camerunense (Reichenow, 1902) – afrotrogon złotodzioby[4] – południowo-wschodnia Nigeria i południowo-zachodni Kamerun;
- A. v. francisci Alexander, 1903 – wyspa Bioko;
- A. v. delhoyoi Boesman, Collar, Fishpool & Kennedy, 2022 – wschodnia Demokratyczna Republika Konga, Rwanda i Burundi po zachodnią Kenię.

W 2022 roku Boesman, Collar, Fishpool i Kennedy, oprócz opisania nowego podgatunku delhoyoi, zaproponowali wydzielenie wszystkich podgatunków poza nominatywnym do osobnego gatunku Apaloderma camerunense (afrotrogon złotodzioby). Zmiana ta nie została jak dotąd (2025) zaakceptowana przez żadną z list ptaków świata.

## Morfologia

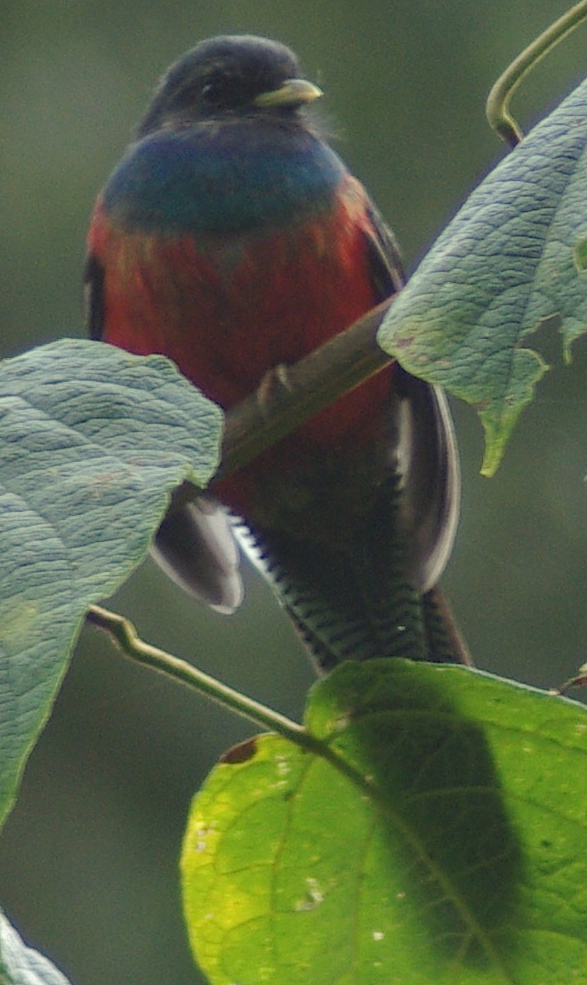
Samiec, prawdopodobnie młodociany, sfotografowany w Kenii

Długość ciała około 28–30 cm; masa ciała około 55 g.
Upierzenie grzbietu i kupra zielone. Brzuch czerwony, skrzydła i ogon ciemne. Poniżej oka dwie żółte plamy nagiej skóry. Pokrywy podogonowe z czarno-białym prążkowaniem. Samica podobna do samca, ale o mniej intensywnym ubarwieniu; różni się też tym, że ma brązową głowę i cynamonowobrązową pierś.

## Ekologia i zachowanie

### Tryb życia
Ptak osiadły, prowadzi skryty tryb życia, przesiadując w ukryciu wysoko w koronach drzew.

### Pożywienie
Pokarm stanowią bezkręgowce.

### Lęgi
Samica składa 2–3 białawe jaja wprost na dnie wnęki drzewa. Ptaki odzywają się tylko w okresie lęgowym, oznajmiając zajęcie terytorium na danym terenie. Wysiadywaniem jaj zajmuje się wspólnie para ptaków.

## Status i zagrożenia
Międzynarodowa Unia Ochrony Przyrody (IUCN) uznaje afrotrogona prążkowanego za gatunek najmniejszej troski (LC – Least Concern) nieprzerwanie od 1988 roku. Liczebność populacji nie została oszacowana; w 2001 roku ptak ten opisywany był jako pospolity w swoim ograniczonym zasięgu występowania. Trend liczebności populacji uznaje się za spadkowy ze względu na postępujące niszczenie siedlisk.